# جون ديل (عسكري)
المشير الميداني السير جون جرير ديل (25 كانون الثاني 1881 - 4 تشرين الأول 1944) كان ضابطًا كبيرًا في الجيش البريطاني خدم في كل من الحرب العالمية الأولى والحرب العالمية الثانية. من أيار 1940 إلى كانون الأول 1941 كان رئيسًا لهيئة الأركان العامة الإمبراطورية [الإنجليزية]، وهو الرئيس المحترف للجيش البريطاني، ثم خدم في واشنطن العاصمة كرئيس لبعثة هيئة الأركان المشتركة البريطانية ثم الممثل البريطاني الأول في هيئة الأركان المشتركة [الإنجليزية].

## الحياة المبكرة
وُلِد جون جرير ديل في لورغان [الإنجليزية]، بمقاطعة أرماغ ، التي كانت آنذاك جزءًا من أيرلندا، في 25 كانون الأول 1881، وكان والد جون جرير ديل، المسمى أيضًا جون، (والذي توفي عندما كان جون الأصغر يبلغ من العمر اثني عشر عامًا فقط) مديرًا للبنك المحلي وكانت والدته، جين، (التي توفيت بعد أشهر قليلة من زوجها) من عائلة جرير من وودفيل، في لورغان [الإنجليزية]. مع وفاة كلا الوالدين، "تولى عم جون وأخته، القس جوزيف جراندي بيرتون، رعايتهم".
كان ديل ينوي دائمًا العمل في القوات المسلحة، ودرس مع أخته نيكولينا فرانسيس في كلية ميثوديست بلفاست [الإنجليزية]، من عام 1887 إلى عام 1889. تبع ذلك تعليمه في كلية تشيلتنهام [الإنجليزية] في غلوسترشاير، في إنجلترا، والكلية العسكرية الملكية [الإنجليزية] في ساند هيرست. وفقًا للمؤرخ ريتشارد دوهيرتي ، كان سلوك ديل في ساند هيرست "مثاليًا" على الرغم من "عدم وجود مؤشرات على الذكاء المتميز الذي سيُلاحظ عليه لاحقًا، ووُصفت علاماته بأنها متوسطة".

## فهرس
- Churchill، Winston S. (1985). Their Finest Hour: Volume 2: The Second World War. Houghton Mifflin Harcourt. ISBN:978-0-395-41056-1.
- Danchev، Alex (1986). Very Special Relationship: Field Marshal Sir John Dill and the Anglo-American Alliance, 1941–44. London: Brassey's Defence Publishers. ISBN:0-08-031197-0.
- Danchev، Alex (1991). Keegan، John (المحرر). Churchill's Generals. London: Cassell Military. ISBN:0-304-36712-5.
- Doherty، Richard (2004). Ireland's Generals in the Second World War. Four Courts Press. ISBN:9781851828654.
- Harris، J.P. (2008). Douglas Haig and the First World War. Cambridge: Cambridge University Press. ISBN:978-0-521-89802-7.
- Heathcote، Tony (1999). The British Field Marshals 1736–1997. Barnsley: Pen & Sword. ISBN:0-85052-696-5.
- Mead، Richard (2007). Churchill's Lions: A Biographical Guide to the Key British Generals of World War II. Stroud: Spellmount. ISBN:978-1-86227-431-0.
- Smart، Nick (2005). Biographical Dictionary of British Generals of the Second World War. Barnesley: Pen & Sword. ISBN:1844150496.

## قراءة إضافية
- دانتشيف، أليكس. "علاقة خاصة جدًا: المشير السير جون ديل والجنرال جورج مارشال." على الإنترنت
- دانتشيف، أليكس. «ديلي ديلي»، أو الكلمة الأخيرة: المشير السير جون ديل ورئيس الوزراء ونستون تشرشل. مجلة التاريخ المعاصر ، المجلد 22.1 (1987): 21-44.

## روابط خارجية
- ضباط الجيش البريطاني 1939-1945
- CWGC: جون ديل
- جنرالات الحرب العالمية الثانية